# Пластов Аркадій Олександрович
Аркадій Олександрович Пластов (рос. Аркадий Александрович Пластов, 19 (31) січня 1893 — 12 травня 1972) — російський, радянський художник. Лауреат Сталінської премії (1946 р.), Ленінської премії (1966 р.) Дійсний член Академії мистецтв СРСР (1947 р.)

## Життєпис
Народився і селі Прислониха Симбірської губернії. Походить із селян.
Але дід майбутнього художника був іконописцем. Початкову освіту отримав в сільській школі. 1903 року влаштувався в Симбірське духовне училище, а по його закінченні — в
Симбірську духовну семінарію. Але потяг до малювання перевищував і парубок подався в Москву, де працював помічником в майстерні московського художника І. Машкова. Пізніше став учнем Імператорського Строгановського Центрального художньо-промислового училища в Москві, де навчався два роки на художньому, а потім на скульптурному відділеннях. Серед педагогів майбутнього художника були:
- скульптор Волнухін Сергій Михайлович, 
художники:
- Васнецов Аполлінарій Михайлович (1856—1933)
- Архипов Абрам Юхимович (1862—1930)
- Корін Олексій Михайлович (1865—1923)
- Пастернак Леонід Осипович (1862—1945)
- Степанов Олексій Степанович (1858—1923)

Призабутий нині Степанов Олексій теж малював сільські краєвиди Російської імперії та картини із сюжетами сільського побуту.
Двадцятирічним хлопцем Пластов повернувся в рідне село, де почав працювати самостійно, вивіряючи створене на картинах з реальністю села російської провінції. Серед перших творів художника картина «Купання коней».
Згодом фіксував зміни в побуті селян за часів розкуркулення, примусової колективізації тощо. Але в сюжетах митця мало зображень ідеологічного і економічного тиску на радянське селянство, хоча такі картини є («Вибори комітету бідноти», «Їдуть на вибори Сталіна» (1947). Зазвичай художник брався за звичні і вічні для сільського побуту сюжети — випас худоби, доїння корів, вечеря трактористів, котрі і ставали назвами його картин. Створив низку портретів селян - колгоспників, дітей, старих - Підпасок Микола Лобанов (1957), Жнець (1963), Конюх лісництва Петро Тоньшин (1958), Інвалід Вітчизняної війни Василь Яшогін (1957) і т.п.,  краєвиди рідного села Прислоніхи.
Брався також за створення ілюстрацій до творів письменників, котрих радянський уряд оголосив демократичними попередниками і класиками вітчизняної літератури. Аркадій Пластов створив ілюстрації до творів О. С. Пушкіна «Капітанська дочка», поеми М. Некрасова, книг Л. М. Толстого, Антона Чехова.
Мав визнання комуністичного уряду, став лауреатом Сталінської премії (1946 р.), Ленінської премії(1966 р.) Був дійсним членом Акадімії мистецтв СРСР (1947 р.)
Таємно малював акварелі та гуаші на церковну тематику, які згодом склали т.н. "Потаєний цикл"
Помер в рідному селі Прислоніха.

## Вибрані твори
- Портрет Модонова, (1920)
- «Пасхальний натюрморт», 1930-і рр.
- «Базар» (1935)
- «Син Коля малює», (1936)
- «Купання коней», (1937)
- «Колгоспне свято», (1937)
- «Квіти і медові стільники на столі», (1938)
- «Збори ягід», (1939)
- «Весна на Мирській горі», 1940-ві рр.
- «Фашист пролетів», (1942)
- «Жнива», (1945)
- «Сіножать», (1945)
- «Їдуть на вибори Сталіна», (1947)
- «Колгоспний тік», (1949)
- «Вечеря трактористів», (1951)
- «Джерело», (1952)
- «Юність», (1954)
- «Влітку», (1954)
- «Сліпці», 1950-і рр.
- «Синій вечір і берези»
- «Весна»
- «Літо» (1960)
- «Портрет онука. Біля вікна з книжкою», 1960-і рр.
- «Зима» (1969)
- «Березневе сонце», (1969)
- «Село в минулому», (1970)

Пластов А. О. «Літо» (1960 р.) Третьяковська галерея
Пластов А. О., «Жнива», 1945 р., Третьяковська галерея